# Železniční trať León–Asturie
Vysokorychlostní trať AVE León–Asturie spojuje španělská města León a Gijón na severu země. V nové trase vede v úseku León-Uxo, ve zbytku trasy vede v současnosti po staré železniční trati. Nejprve byla otevřena jen jižní polovina mezi Leónem a La Robla a krátký severní úsek La Pola – Uxo (s cca dvoukilometrovým tunelem), otevření 49 km komplikované střední části vedoucí v Kantaberském pohoří proběhlo v listopadu 2023. Ve výstavbě byla je od roku 2006. Na trase se nachází např. tunel Pajares (24 km), který je druhý nejdelší ve Španělsku (po 28 km dlouhém tunelu Guadarrama) a 7. nejdelší na světě.

## Objekty stavby
Na trase se nachází mnoho tunelů, mostů a estakád. Největší objekty úseku začínajícího před La Robla a končícího v La Pola jsou: viadukt Ollera (152 m), tunel Castro (493 m), stanice La Robla, tunel Alba (1132 m), tunel Peredilla (711 m), tunel Buen Suceso I (736 m), tunel Buen Suceso II (251 m), viadukt Huergas (396 m), tunel Nocedo de Gordón (701 m), tunel Pajares (24 600 m), viadukt Huerna (400 m), tunel Pontones (3800 m), viadukt Huerna (590 m), tunel Jomenzana (2050 m), viadukt San Blas (160 m), tunel Sotiello (990 m), viadukt Sotiello (134 m), tunel Teso (840 m), viadukt Teso (350 m), stanice Campomanes, viadukt PAET de Campomanes (95 m), tunel Vega de Ciego (2465 m), viadukt Foraca (70 m), tunel Pico de Sierra (1646 m) a viadukt Pola de Lena (126m).

## Galerie

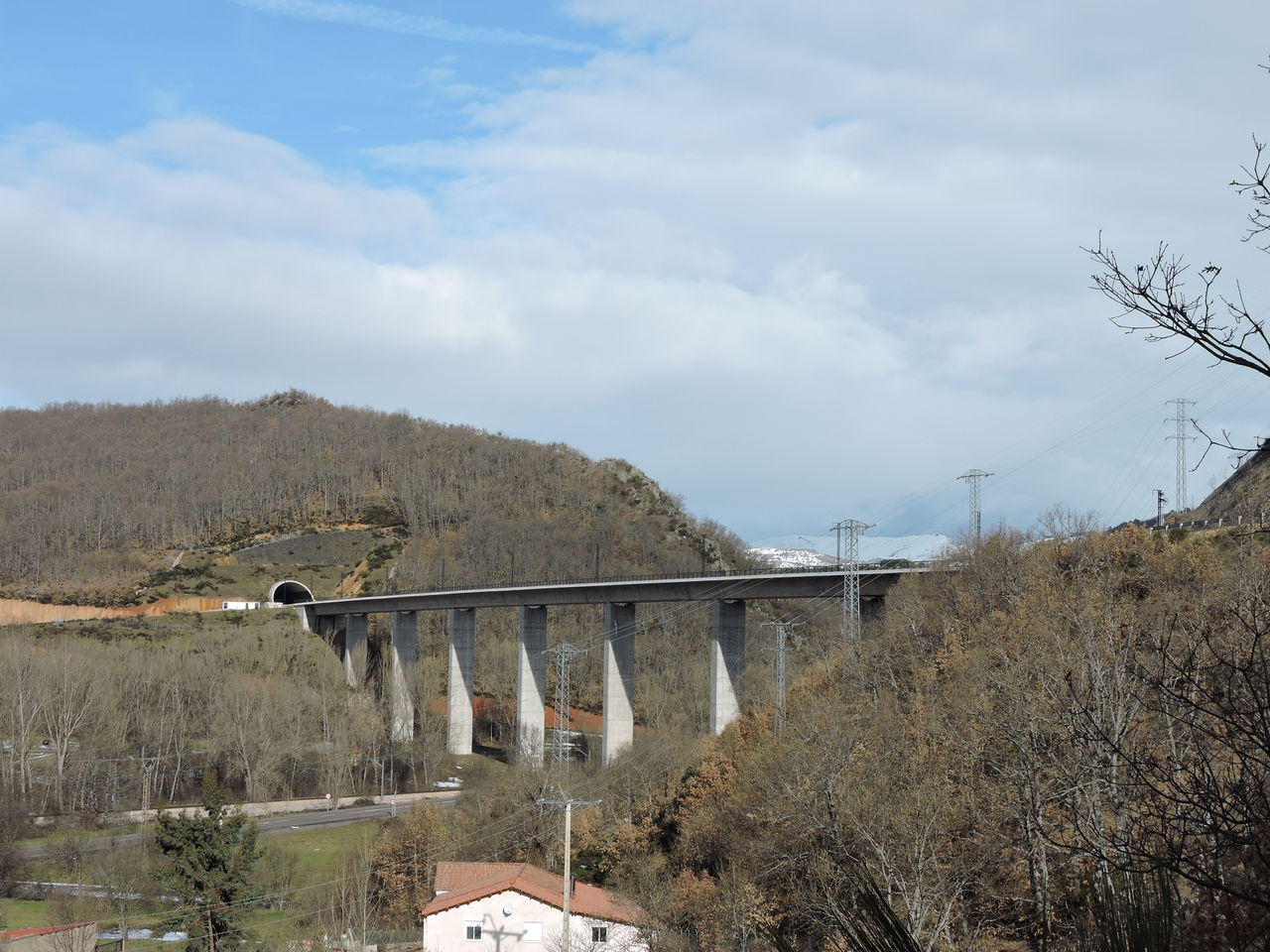
Viadukt Huergas
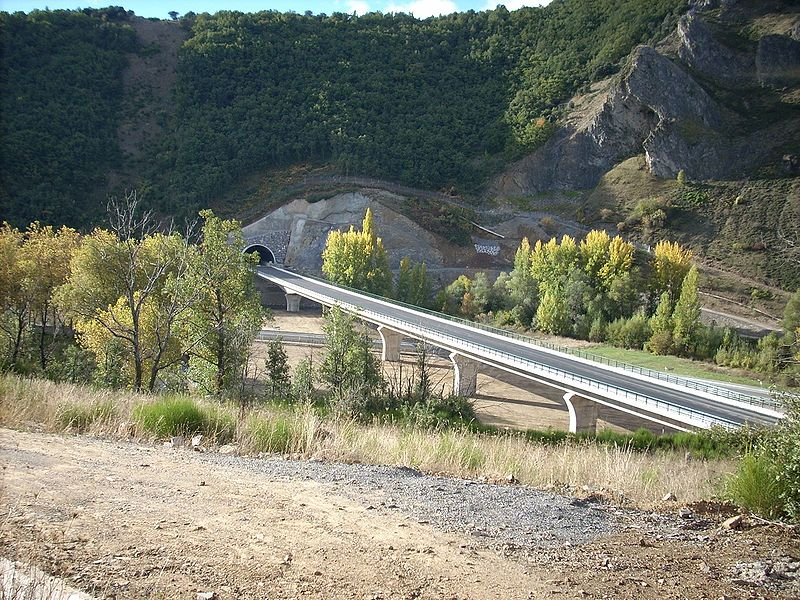
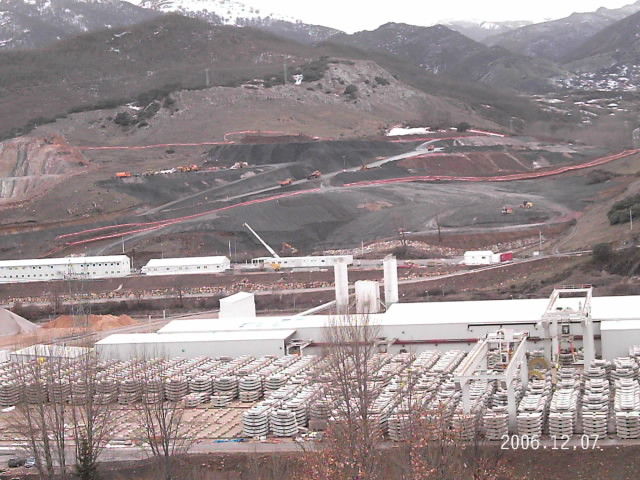
Stavba tunelu Pajares